# Éka
Pour les articles homonymes, voir EKA.
éka est le chiffre 1 en sanscrit.
éka est aussi un préfixe qui a été utilisé par Dmitri Mendeleïev pour former des noms provisoires pour des éléments chimiques encore inconnus ou juste découverts. Le nom provisoire était formé de éka suivi du nom de l'élément de la ligne précédente dans le même groupe du tableau périodique. Ainsi, l'élément de numéro atomique 85 a été appelé éka-iode avant de s'appeler astate, son nom actuel.